# Nyctiophylax makiensis
Nyctiophylax makiensis là một loài Trichoptera trong họ Polycentropodidae. Chúng phân bố ở miền Cổ bắc.